# Devour (canção)
"Devour" é uma canção escrita por Brent Smith e Dave Bassett, gravada pela banda Shinedown.
É o primeiro single do terceiro álbum de estúdio lançado em 2008 The Sound of Madness.

## Paradas
| Ano  | Parada                     | Posição |
| ---- | -------------------------- | ------- |
| 2008 | Hot Mainstream Rock Tracks | 1       |
| 2008 | Alternative Songs          | 13      |